# 게이오 전철 1000계 전동차 (1996년 도입)
게이오 전철 1000계 전동차(일본어: 京王1000系電車)는 1996년에 도입된 게이오 전철의 직류 통근형 전동차이다.